# Steffon Bradford
Steffon Bradford, né le 7 décembre 1977, à Clewiston, en Floride, est un joueur américain de basket-ball. Il évolue aux postes d'ailier fort et de pivot.

## Palmarès
- Champion d'Israël D2 2011